# Œ
Œ (gemen: œ) är en ligatur i det latinska alfabetet som utgörs av digrafen oe och motsvarar Ö i svenskan (jämför namnet Goebbels, /Göbbels/), historiskt även representerad som ett O krönt av ett litet e: Oͤ. I medeltida latin användes den för att representera den grekiska diftongen οι. Bokstaven används fortfarande i franska och engelska. I nutida engelska, i synnerhet amerikansk engelska, används i de flesta fall enbart bokstaven e. I franska är bokstaven däremot väletablerad. Œ används också i modern transkription av fornnordiska (Odalrunan).

## Internationella fonetiska alfabetet
Symbolen [œ] används i det internationella fonetiska alfabetet för att representera en mellanöppen främre rundad vokal. I svenska motsvaras den av det korta ö-ljudet i ordet nött. Det skiljer sig från det långa ö-ljudet i ordet nöt som är en mellansluten främre rundad vokal och representeras av symbolen [ø].
Symbolen [ɶ] står för en öppen främre rundad vokal och motsvaras i svenskan av när ett långt eller kort ö följs av ett r.

## Datoranvändning
I Mac OS med svensk tangentbord får man gement œ via tangentkombinationen alt+o, och versalt Œ genom att även trycka ner skift. Har man brittisk-engelskt eller amerikanskt tangentbord, är tangentkombinationerna alt+q och alt+skift+q. I Windows finns Œ och œ inte med på svenskt tangentbord, men kan skapas med tangentkombinationerna Alt-0140 resp Alt-0156. Alternativt kan tangentbordslayouten finnish multilingual användas, som dels innehåller allt som ingår i svensk layout och dessutom lägger till ytterligare kombinationer, där œ och Œ fås med altgr+o respektive altgr+Œ. I Linux med X Window System och svensk tangentbordsinställning får man gement œ med tangentkombinationen Alt Gr + o, och versalt Œ genom att även hålla ned shifttangenten.
Œ har i Unicode koden U+0152, och œ har U+0153 (alla kodnummer är hexadecimala här). Tecknen finns inte i Latin-1, ett arv från den franska versionen av ISO/IEC 646 (7-bits ASCII), där man av utrymmesskäl uteslöt œ och man fått skriva oe istället. I Windows-1252, Microsofts utökning av Latin-1 finns däremot Œ (nr 8C) och œ (nr 9C), vilket gör att tecknen haft stöd i Windows. I MacRoman finns Œ (nr CE) och œ (nr CF) med.